# Kabar (szőlőfajta)
A kabar vagy korábbi nevén Tarcal 10 a Bouvier és Hárslevelű fajták keresztezéséből született szőlőfajta. Állami elismerését 2005-ben kapta meg Kabar néven.

## Jellemzői
Jól termékülő, középerős tőke és hajtásnövekedés jellemzi, korán zsendül és érik, nagyon jó cukorgyűjtő, jól aszúsodik. Szőlőperonoszpórára és lisztharmatra fogékony, fagyra és rothadásra érzékeny.